# Remparts de Provins
Les remparts de Provins sont des fortifications situées à Provins, en France.

## Description
Les remparts de Provins comportent 22 tours. Ils sont longs de 1 200 m, ce qui ne donne qu'une faible idée de l'enceinte originale, qui en mesurait 5 000 au XIIIe siècle.

## Historique
Les remparts de Provins sont édifiés entre le XIe siècle et le XIIIe siècle, principalement sous Thibaut IV. Les deux portes actuellement restantes, la porte de Jouy et la porte Saint-Jean, sont édifiées au XIVe siècle. L'enceinte est modifiée jusqu'au XVIe siècle, puis cesse d'être entretenue. Elle est détruite en plusieurs endroits, particulièrement dans la ville basse : les allées d'Aligre correspondent en partie à leur emplacement.
Les parties subsistantes des remparts sont essentiellement situées dans la ville haute, et mesurent 1 200 m de long au total. La partie des remparts située entre le trou au Chat et la tour aux Pourceaux est classée au titre des monuments historiques en 1875. La portion entre la tour aux Pourceaux et la tour du Bourreau, ainsi que la courtine reliant la tour César à la tour aux Anglais, le sont en 1942. Les murs du Bourg Neuf et des Brébans le sont en 1992.
En 1983, une partie des remparts s'effondre faute d'entretien au niveau du lieu-dit du "cours aux bêtes".  Les travaux de restauration et de réhabilitation commencent en 1989 et s'achèvent en 2022.

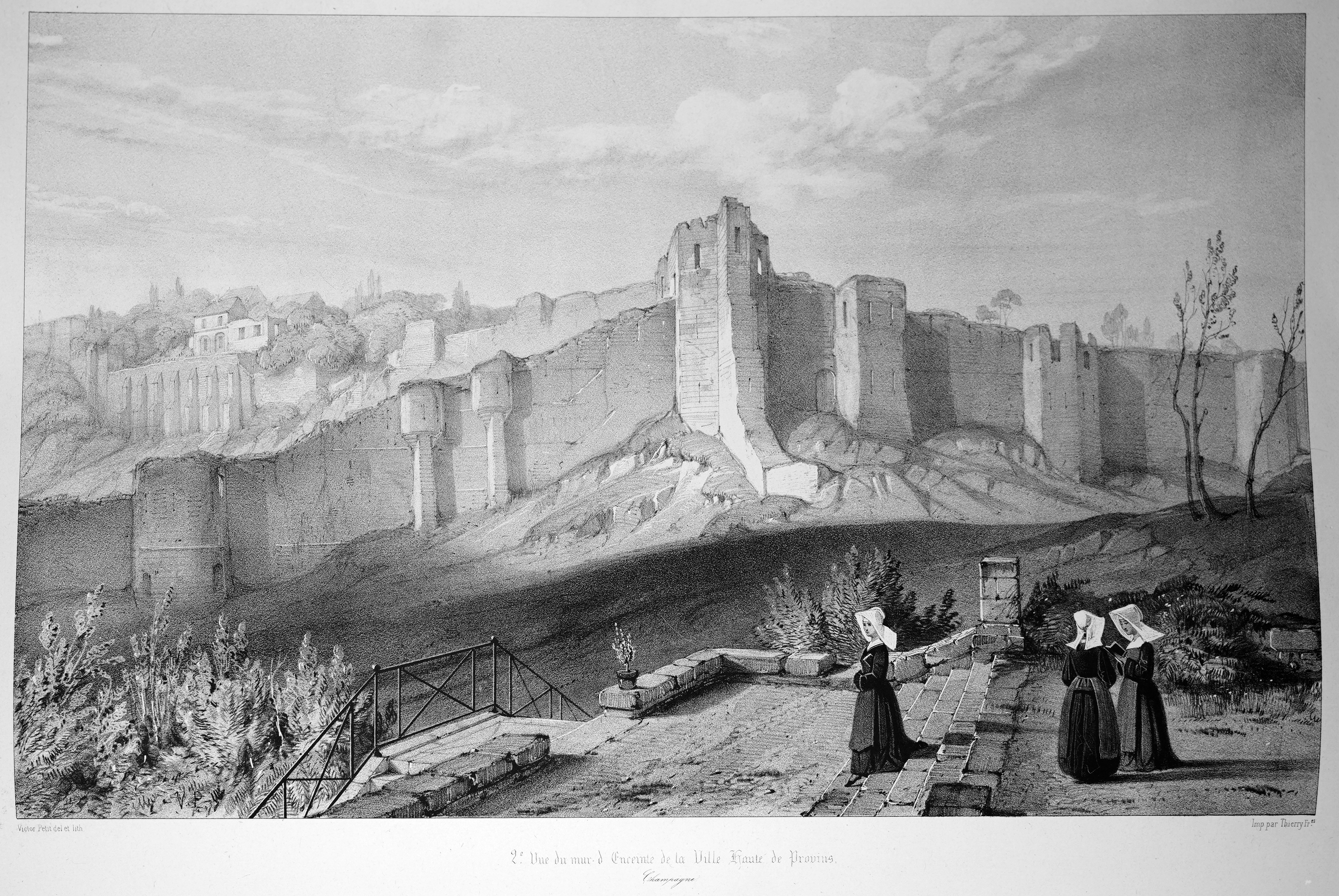
Au XIXe siècle.
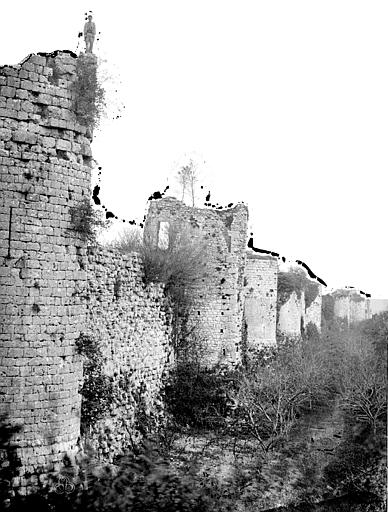
Début XXe siècle.
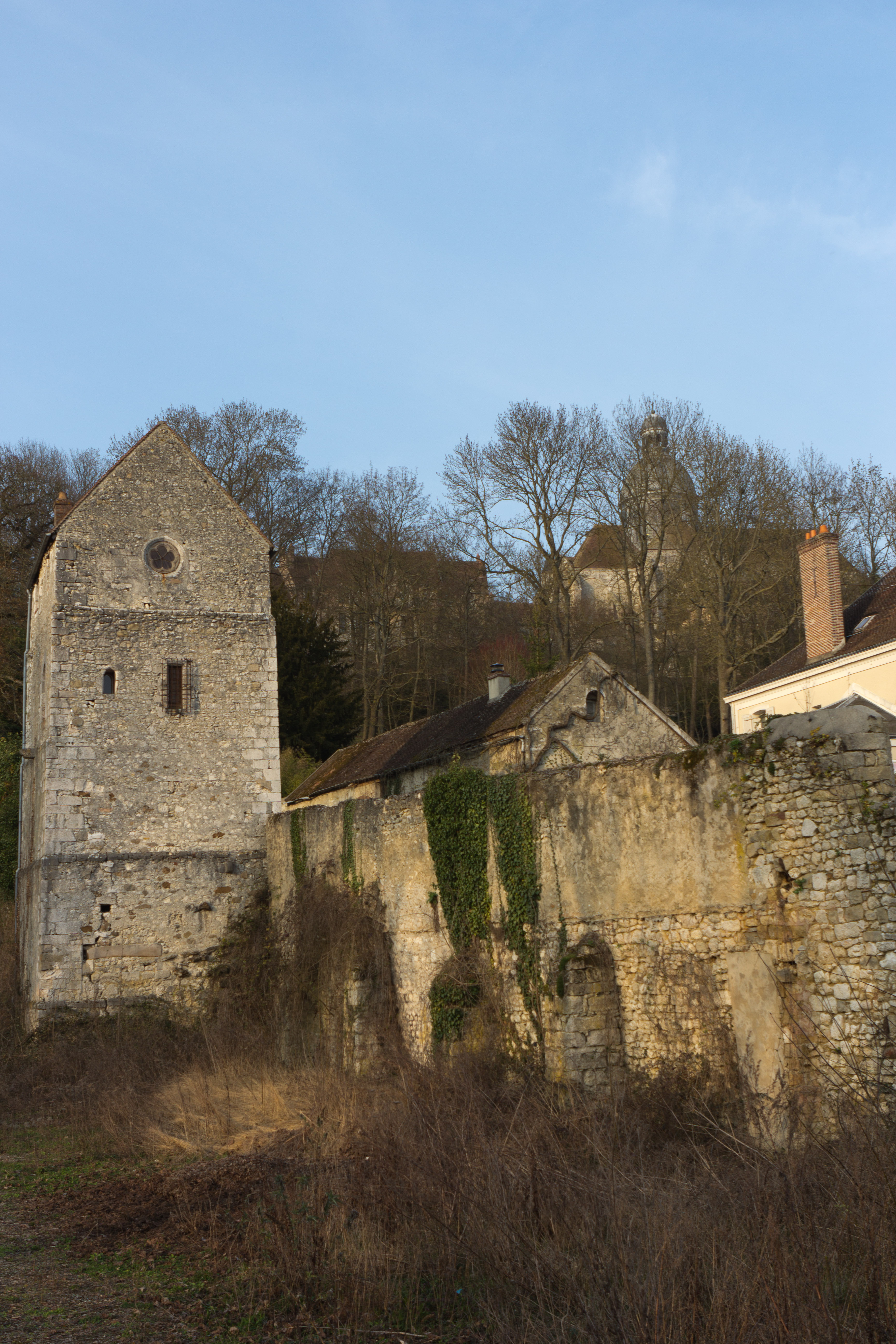
Maison du bourreau.
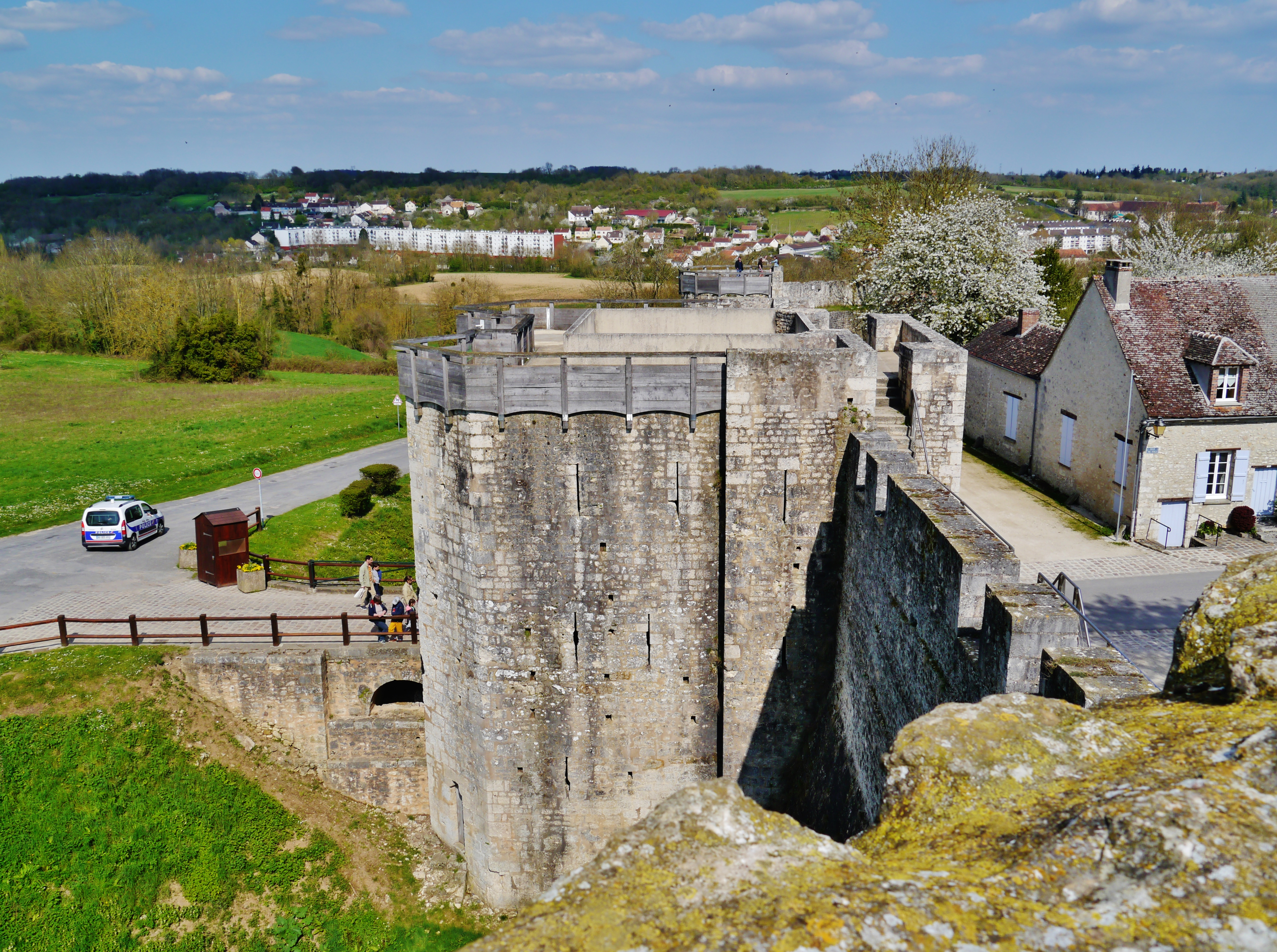
Porte de Jouy.
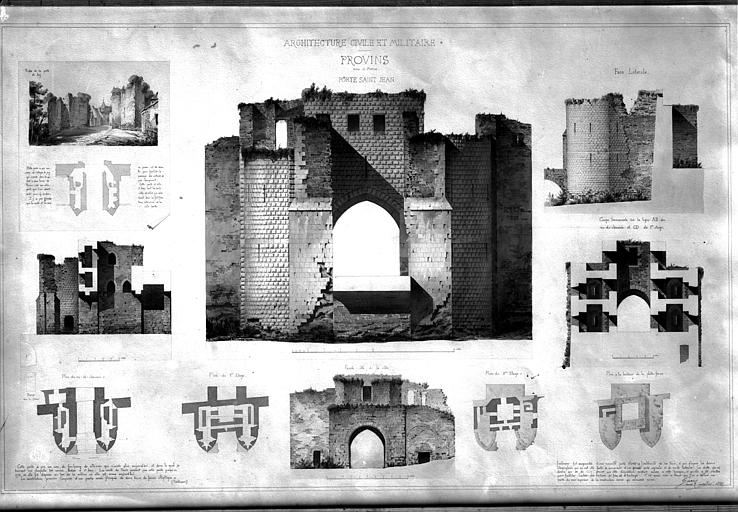
POrte st-Jean.

## Localisation
Les fortifications sont situées sur la commune de Provins, dans le département français de Seine-et-Marne. Ils entourent la ville haute sur trois de ses côtés.